# Pont Mellah Slimane
Die Pont Mellah Slimane (arabisch جسر ملاح سليمان, DMG Ǧisr Mallāḥ Sulaimān), früher passerelle Perrégaux genannt, ist eine Fußgängerbrücke, die die Altstadt von Constantine in Algerien über den tief eingeschnittenen Oued Rhumel hinweg mit dem Bahnhofsviertel verbindet. Ihr westliches Ende befindet sich in einem fünfstöckigen Gebäude mit einem Aufzug, um auf das Niveau der Altstadt zu gelangen, weshalb sie von Einheimischen auch pont de l'ascenceur (Aufzugsbrücke) genannt wird.
Die 2,4 m breite kombinierte Schrägseil- und Hängebrücke hat eine Spannweite von 110 m und überquert die Schlucht in einer Höhe von 107 m.
Sie wurde von Ferdinand Arnodin entworfen, in seiner Fabrik in Châteauneuf-sur-Loire hergestellt und in den Jahren 1917 bis 1925 in Constantine im damaligen französischen Département Constantine errichtet.
Sie hat einen gemauerten, im oberen Drittel zu einem Portal verbundenen Pylon; die Funktion des anderen Pylons wird durch das Aufzugsgebäude übernommen. Sie hat beidseits je drei Tragseile, die jedoch, wie bei den versteiften Hängebrücken Arnodins üblich, nur im mittleren Teil durch senkrechte Hänger mit der Brückentafel verbunden sind. Die beiden äußeren Enden der Brückentafel werden durch je vier Schrägseile stabilisiert.
Sie wurde 2002 umfangreich renoviert.